# Margarete Wagner-Braun
Margarete Wagner-Braun (* 1957 in Regensburg) ist eine deutsche Historikerin und Volkswirtin. Von 2004 bis 2023 war sie Inhaberin der Professur für Wirtschafts- und Innovationsgeschichte an der Otto-Friedrich-Universität Bamberg, dazu 2018–2020 Vizepräsidentin der Universität (für Forschung und wissenschaftlichen Nachwuchs).

## Werdegang
Nach dem Abitur 1977 absolvierte die gebürtige Regensburgerin eine Lehre zur Bankkauffrau, die sie 1979 abschloss. Von 1980 bis 1984 studierte sie Wirtschaftswissenschaften an der Universität Regensburg. Ihr Studium schloss sie mit einem Diplom ab. Für die kommenden zwei Jahre erhielt sie ein Promotionsstipendium des Freistaates Bayern und der Franz-Marie-Christinen-Stiftung des Fürstlichen Hauses Thurn und Taxis. Zwischen 1986 und 2004 war sie als wissenschaftliche Assistentin am Lehrstuhl für Wirtschaftsgeschichte an der Universität Regensburg angestellt, wo sie 1991 promoviert wurde. Im Jahr 2000 schließlich habilitierte sie sich und erhielt daraufhin die Venia legendi für Wirtschafts- und Sozialgeschichte.
Nachdem Wagner-Braun im Jahr 2004 die Professur für Wirtschafts- und Innovationsgeschichte an der Universität Bamberg übernommen hatte, nahm sie bereits 2005 bis 2013 die Aufgabe der Frauenbeauftragten wahr. Sie ist zudem in diversen Fachvereinigungen und als (Mit)Herausgeberin verschiedener Zeitschriften tätig. Zu ihren Forschungsschwerpunkten zählen die Geld-, Kredit- und Währungsgeschichte, die Bankengeschichte, die Genossenschaftsgeschichte, die Geschichte der Globalisierung u. a. Dabei erforscht sie insbesondere Entwicklungen und Tendenzen seit dem 19. Jahrhundert.

## Schriften (Auswahl)
- 125 Jahre Priesterkrankenversicherung in der Diözese Regensburg. Regensburg 2000, ISBN 3-7954-1309-5.
- Der langfristige Gleichgewichtswechselkurs im Rahmen der Weltwährungssysteme nach dem Zweiten Weltkrieg – ein aktuelles Problem aus wirtschaftshistorischer Sicht. Regensburg 1991 (Dissertation), ISBN 3-86016-000-1.
- Die Lebensversicherung für den katholischen Klerus Deutschlands, Liga-Lebensversicherung der katholischen Geistlichen V.V.a.G. Weiden 1996, ISBN 3-929318-37-7.
- Zur Bedeutung berufsständischer Krankenkassen innerhalb der privaten Krankenversicherung in Deutschland bis zum Zweiten Weltkrieg: Die Selbsthilfeeinrichtungen der katholischen Geistlichen. (= Beiträge zur Wirtschafts- und Sozialgeschichte 95), Stuttgart 2002 (Habilitationsschrift), ISBN 3-515-08177-1.
- (mit Alfons Hierhammer) Vom „Verband katholischer Ökonomiepfarrer“ zur größten Genossenschaftsbank Bayerns – 75 Jahre LIGA. München 1992, ISBN 3-7954-0022-8.